# Stella Crisci
Stella Maris Crisci (Buenos Aires, 10 de marzo de 1947) es una música y cantante de folclore de Argentina. Se ha destacado especialmente como integrante de Las Voces Blancas, histórico conjunto folklórico argentino del que fue fundadora en 1964 y del que desde 1972 es directora musical. Stella Crisci, a través de Las Voces Blancas, revolucionó la música de raíz folklórica argentina, mezclando voces masculinas y femeninas, en armonías vocales complejas, algo que hasta ese momento casi no había sido realizado.

## Biografía
Stella Maris Crisci nació en la Ciudad de Buenos Aires el 10 de marzo de 1947. Desde niña empezó a estudiar piano en el Conservatorio Grassi y luego estudió guitarra y canto junto con su amiga Amelita Baltar. En 1963 integró el Quinteto Sombras, dirigido por Carlos Langou, reemplazando a Amelita Baltar, formado también por Julio César Ulibarri, Patricio Jiménez y Paito Guerrero. En ese mismo año cantó como contralto en el Coro de la Facultad de Arquitectura dirigido por Antonio Russo, en 1964 integra la formación del conjunto Carlos Langou y Las Voces Blancas. En 1965 se retiran todos los integrantes originales con excepción de Stella Crisci y el grupo adopta el nombre de Las Voces Blancas, que permaneciendo activo desde entonces. 
El Quinteto Sombra y sobre todo Las Voces Blancas revolucionaron la música de raíz folklórica argentina, mezclando voces masculinas y femeninas, algo que hasta ese momento solo había sido realizado en los años '40 por el Cuarteto Gómez Carrillo.

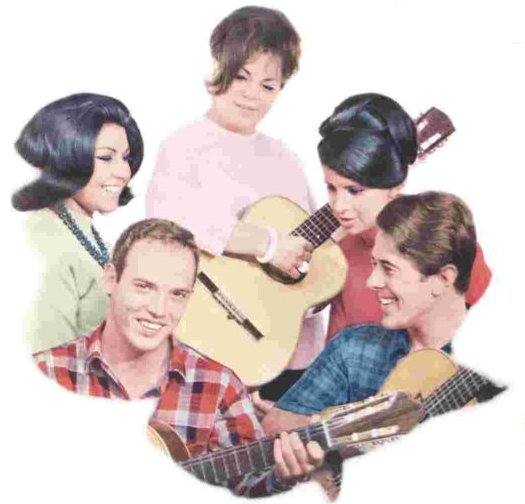
Tapa del primer álbum de Las Voces Blancas, en 1966. Stella Crisci, en el centro es la única intregrante que se mantuvo desde el inicio del grupo.

La carrera de Stella Crisci se mantuvo desde entonces ligada a Las Voces Blancas. En 1967 tuvieron una actuación consagratoria en el Festival de Cosquín, obteniendo los premios Consagración y Revelación, consagración que adquirió ribetes masivos cuando meses después ganan el Festival Odol de la Canción, transmtido a todo el país por televisión, interpretando la zamba "Pastor de nubes", de Manuel J. Castilla y Fernando Portal. Desde entonces el grupo mantuvo un alto perfil popular, con buena repercusión también en los demás países hispanohablantes de Sudamérica y Brasil.
En 1972 asumió la dirección musical de Las Voces Blancas, quedando los arreglos vocales a cargo de Alex Alessio. También en 1972, Las Voces Blancas realizaron su álbum Atahualpa Yupanki, el primero dedicado por completo a la obra de quién es considerado el máximo exponente de la música folklórica argentina. El álbum obtuvo un gran éxito y fue lanzado además en Japón, Bolivia, España, Canadá, Estados Unidos, Perú y Uruguay.
En 1985 Stella Crisci se vio afectada por una depresión que llevó a la suspensión de las presentaciones del grupo durante doce años, hasta 1997, año en el que el grupo volvió a presentarse en vivo con el espectáculo El Regreso de Las Voces Blancas.

El regreso de Las Voces Blancas llevó a Stella Crisci a proponerse como objetivo artístico ir más allá del propio éxito personal del grupo, para jugar un papel de promoción y fomento de la música folklórica argentina, especialmente de los estilos vocales. 

-¿Cuáles fueron los objetivos planteados?

Stella Crisci: - Fueron tres.

Primero: mucha gente nos preguntaba porque habíamos desaparecido de los escenarios, sabían de mi enfermedad, pero también  que me había curado. Entonces nos dijimos” Vamos a apoyar el movimiento de los jóvenes de hoy, volvamos a formarnos no para vivir de esto, porque ya lo hemos hecho. Debemos estar en el escenario con un grado de responsabilidad para los nuevos  que están buscando los folkloristas de antes y no saben quienes son Las Voces Blancas, cuando teníamos toda la fuerza física como para hacerlo.

Segundo: Apoyar y abrir puertas en aquellos difusores que nos conocían para difundir los nuevos vocales.

Tercero: Fomentar el repertorio nativo en las formaciones corales porque normalmente se canta  lo internacional. Hay muy pocos autores de folklore adaptados a  las formaciones corales con los 4 registros soprano, contralto, tenor y bajo o con 6 registros coral, soprano, mezzosoprano, tenor, barítono y bajo, nosotros nos abocamos a esa tarea también: hablamos con los directores de coros, les entregamos las partituras adaptadas para coro y grupo.
Stella Crisci

En el año 2000 Las Voces Blancas iniciaron un programa radial Vocales para los Vocales, transmitido por Radio República de la ciudad de Buenos Aires, primero y luego por LRA Radio Nacional Folklórica, en el que se dedicaron a difundir los grupos vocales del país. 
 En 2001 fundaron la cooperativa artística Tiempo de Vocales, junto a a grupos como Los Arroyeños, Cantoral, Santaires, Ashpamanta, Albahaca, Refusilo, Quinteto Tiempo, Los Huanca Huá, Los Originales Trovadores, Grupo Vocal Argentino, Gente de Canto, Vocal Reencuentro y Surcanto, para "apoyar el estilo de los grupos vocales de nuestro país, y especialmente a las agrupaciones jóvenes del género".
En 2006 se hizo cargo también de los arreglos vocales del grupo. En 2004, con motivo del 40.º aniversario del grupo, Las Voces Blancas reciben el reconocimiento del Senado de la Nación Argentina.
En 2008 Las Voces Blancas concretaron un anhelado proyecto de Stella Crisci, realizar un homenaje a Atahualpa Yupanqui con un Maratón Yupanquiano, en el que participaran los más importantes artistas. El Maratón Yupanquiano fue finalmente organizado por Las Voces Blancas y el Ministerio de Educación, Ciencia y Tecnología de la Nación y declarado de interés por la Cámara de Diputados de la Nación. Se realizó en la Feria del Libro durante ocho horas en las que actuaron más de 500 artistas. Como resultado se grabó un disco bajo el título de En Conjunto.
En 2009 realizan una nueva interpretación de la obra Mujeres argentinas, de Ariel Ramírez y Félix Luna, con la participación de este último en los relatos del disco. En 2010 recibieron la Mención de Honor del Senado Argentino. 
Además de su desempeño en Las Voces Blancas, Stella Crisci se recibió en 1965 como maestra normal y luego estudió el magisterio de Música en el Conservatorio General San Martín. También integró el Coro Unido de las Iglesias Evangélicas, cantó en el Coral Enarmonía dirigido por Roberto Casino y dirigió varios Coros entre ellos el Coro de la Iglesia Evangélica Pentecostal de la Santidad.

## Discografía (con Las Voces Blancas)
- A través de un colorido (1966)
- Pastor de nubes (1967)
- Calidad sembrada (1968)
- Savia nueva (1970)
- Juana Azurduy (1971)
- De mi país (1972)
- Atahualpa Yupanqui (1972)
- Pasionaria (1975)
- Mirando América (1975)
- Allí mi Argentina está (1976)
- El continente americano (1977)
- Argentina (1978)
- Personalidad y recuerdos (1979)
- Grandes éxitos (1980)
- Grandioso (1981)
- Escenario (1996)
- Moneda del alma (1999)
- La Historia (2003)
- Lucha por la vida (2006)
- Junto a Coros de Argentina (2008)
- Mujeres Argentinas (2009)